# Мир у Јафи
Мир у Јафи потписан је 2. септембра 1192. године између муслиманског вође Саладина и енглеског краља Ричарда I. Споразумом у Јафи је завршен Трећи крсташки рат, а хришћани добијају право на посећивање светих места у Јерусалиму. Овако повољне услове крсташи су добили захваљујући победи у бици код Јафе од 8. августа исте године. 

## Мир
Миром у Јафи крсташки градови на обали добијају извесну сигурност. Формирана је крсташка држава, истина са малом територијом дуж обале између Бејрута и Јафе. Припадали су јој градови Тир, Хаифа, Цезареја, Арсуф, Јафа, Лида и Рамла. Престоница је био град Акра са Хенријем II од Шампање као краљем. Он је носио титулу краља Јерусалима иако је град био у муслиманским рукама. Ходочасници су добили право да посећују света места у Јерусалиму без ношења оружја. Миром у Јафи су муслимани по први пут признали постојање неке крсташке државе. 